# قلبي ومفتاحه (مسلسل)
قلبي ومفتاحه هو مسلسل درامي مصري عُرض لأول مرة في 1 مارس 2025، خلال موسم دراما رمضان 2025. المسلسل من تأليف تامر محسن ومها الوزير، وإخراج تامر محسن، وإنتاج شركة "ميديا هب – سعدي جوهر". يتكون المسلسل من 15 حلقة، ويجمع بين الدراما الاجتماعية والرومانسية مع لمسات كوميدية، ويشارك في بطولته نخبة من النجوم المصريين، أبرزهم آسر ياسين ومي عز الدين. 

## القصة
تدور أحداث المسلسل حول "ميار" (مي عز الدين)، امرأة مطلقة ثلاث مرات من زوجها "أسعد" (دياب)، تسعى للعودة إلى زوجها السابق من أجل ابنها الصغير "علي"، خوفًا من حرمانها منه. وفقًا للتقاليد الشرعية، تلجأ ميار إلى فكرة البحث عن "محلل" لتتمكن من العودة إلى عصمة زوجها. خلال رحلتها، تلتقي بالصدفة بـ"محمد عزت" (آسر ياسين)، سائق في إحدى تطبيقات النقل الخاص لم يسبق له الزواج بسبب رفض والدته لجميع المرشحات. تقترح ميار على محمد الزواج كحل مؤقت لأزمتها، دون أن تكشف له عن دوافعها الحقيقية، مما يفتح الباب أمام سلسلة من المواقف الدرامية والكوميدية التي تتطور مع تقدم الأحداث.
يتناول المسلسل قضايا اجتماعية معاصرة مثل تعقيدات العلاقات الزوجية، تأثير الطلاق على الأبناء، والضغوط الأسرية، مع تركيز على الصراعات النفسية والعاطفية للشخصيات.

## الشخصيات الرئيسية
- محمد عزت (آسر ياسين): سائق أوبر يبلغ من العمر 40 عامًا، خريج كلية العلوم، يعاني من ضغوط والدته للزواج، ويجد نفسه في قلب قصة غير متوقعة مع ميار.
- ميار (مي عز الدين): أم وزوجة سابقة، تبحث عن مخرج لأزمتها العائلية من خلال زواج صوري، لكن مشاعرها تتعقد مع الوقت.
- أسعد (دياب): تاجر أدوات منزلية، الزوج السابق لميار، يتميز بشخصية نرجسية تؤثر على علاقاته.
- شناوي (أشرف عبد الباقي): خال محمد، يجد نفسه في موقف زواج غير متوقع.
- مهجة (عايدة رياض): والدة أسعد، شخصية داعمة تتطور علاقتها مع شناوي خلال المسلسل.